# Hans Dietmar Zinsmeister
Hans Dietmar Zinsmeister (* 24. April 1935 in München; † 10. März 2018 in Saarbrücken) war ein deutscher Botaniker und von 1984 bis 1986 Vizepräsident der Universität des Saarlandes.

## Leben
Hans Dietmar Zinsmeister absolvierte ein Studium der Botanik, Zoologie, Chemie und Mikrobiologie an der Ludwig-Maximilians-Universität München und promovierte 1959 zum Dr. rer. nat. mit der Dissertation „Versuche zur quantitativen Analyse des negativen Phototropismus“, die mit einem Preis der Universität bedacht wurde. Am Botanischen Institut übernahm er eine Assistenz und erhielt in den Jahren 1962/1963 ein Stipendiat am Botany Department of Bedford College in London. 1965 habilitierte er sich in München mit dem „Beitrag zur physiologischen Bedeutung der Gerbstoffe“  und erhielt eine Lehrberechtigung. Als Gastdozent war er an der Münchener Zweigstelle der Maryland University tätig und wechselte 1970 an das Botanische Institut der Universität des Saarlandes. Im Jahr darauf wurde er dort zum Ordinarius für Botanik ernannt. Von 1975 bis 1979 war er Prodekan des Fachbereichs Biologie an der Universität. In den Jahren von 1982 bis 1988 leitete er den Botanischen Garten der Universität. Nach seiner Emeritierung im Jahre 1998 publizierte er eine Festschrift über diese Einrichtung.
Er forschte weiterhin im Bereich der Physiologie.

## Öffentliche Ämter
- Leiter der interdisziplinären Arbeitskreise „Chemie und Biologie der Moose“ und „Phytochemical Society of Europe“.
- 1989 Präsident eines internationalen Kongresses in Saarbrücken mit Editierung des Bandes „Bryophytes“ (publ. Oxford 1990)
- Gründer der Vereinigung des Verbandes Botanischer Gärten e.V., von 1992 bis 1996 deren Präsident

## Werke (Auswahl)
- Etwa 100 Publikationen in Handbüchern und Fachzeitschriften.
- 1979 „Ein neues cyanogenes Glykosid aus Hordeum vulgare.“
- 1980 „Der Blausäuregehalt tropischer und subtropischer Getreidearten“
- 1981 „Der Blausäuregehalt von Getreidearten gemäßigter Klimazonen“
- 1981 „Die cyanogenen Glykoside von Triticum, Secale und Sorghum“